# Marrubium vulgare
Il marrubio comune (nome scientifico Marrubium vulgare L., 1753) è una piccola pianta erbacea perenne dai fiori labiati appartenente alla famiglia delle Lamiaceae.

## Etimologia
Il nome generico (Marrubium), che deriva dall'ebraico "marrob" ( = amaro), è un nome latino per un rimedio familiare per la tosse; ma potrebbe derivare anche da un antico nome volgare usato dal popolo di Roma antica. In tutti i casi tale nome s'incontra per la prima volta negli scritti di Gaio Plinio Secondo (Como, 23 – Stabiae, 25 agosto 79]) scrittore, ammiraglio e naturalista romano. L'epiteto specifico (vulgare) deriva dal latino e indica una specie "comune".
Il nome scientifico della specie è stato definito da Linneo (1707 – 1778) biologo e scrittore svedese, considerato il padre della moderna classificazione scientifica degli organismi viventi, nella pubblicazione "Species Plantarum - 2: 583" del 1753.

## Descrizione

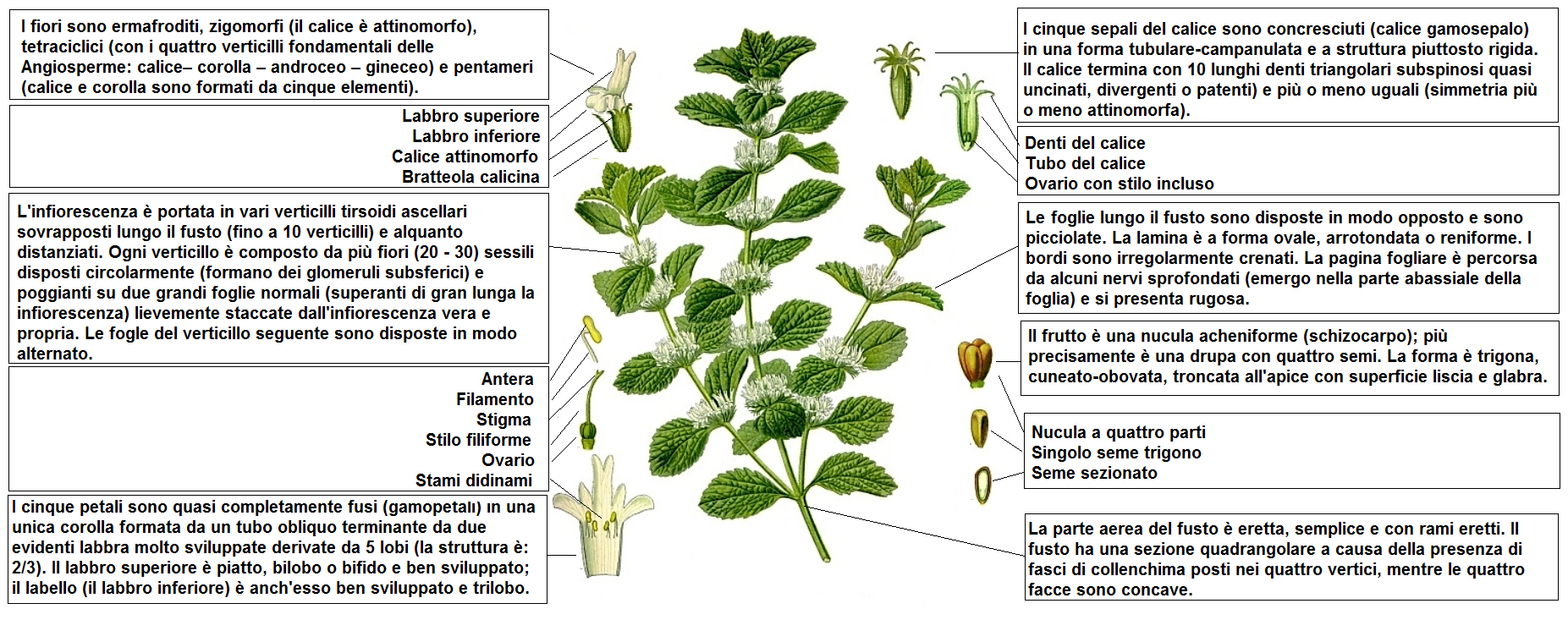
Descrizione delle parti della pianta

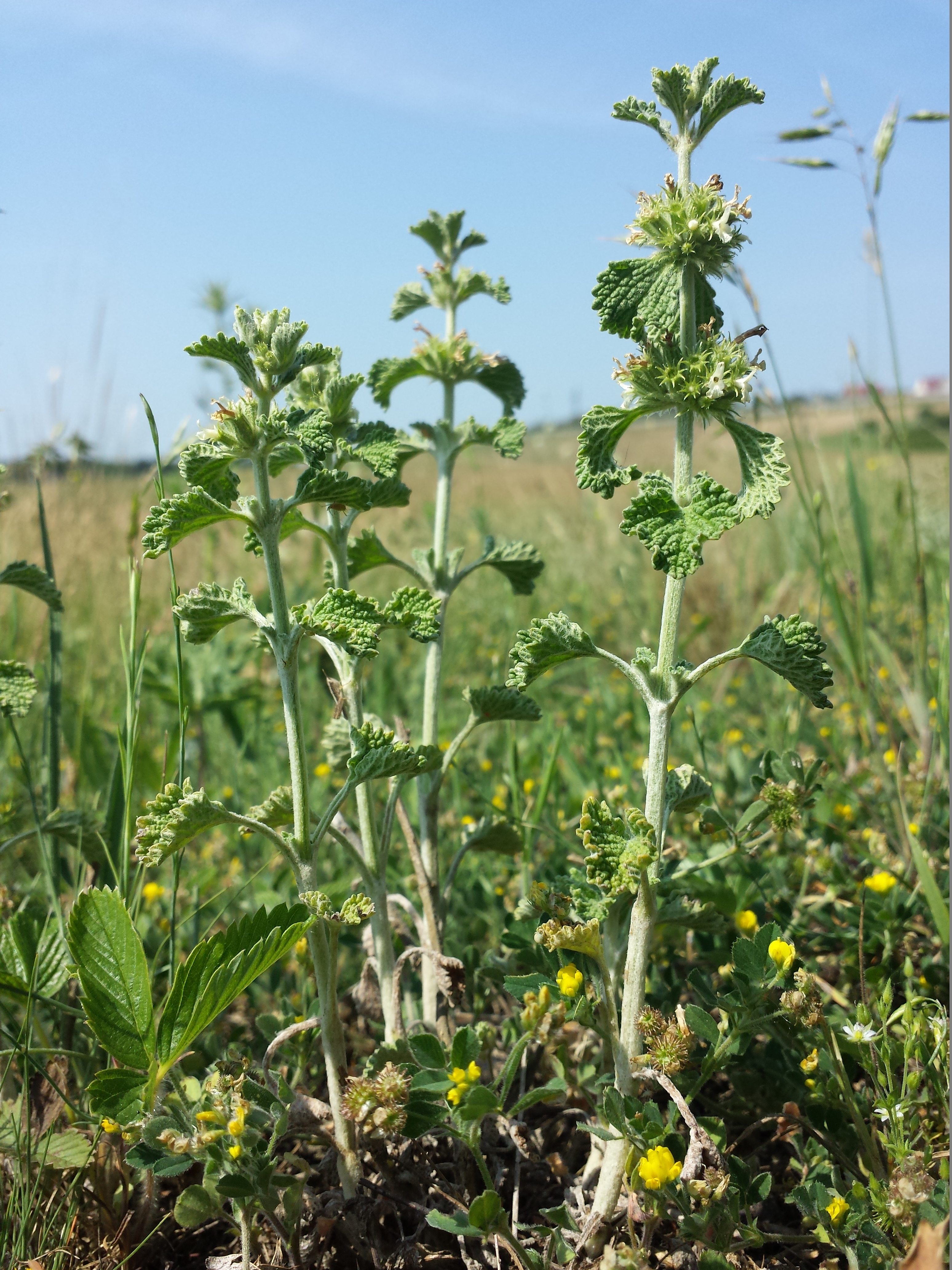
Il portamento

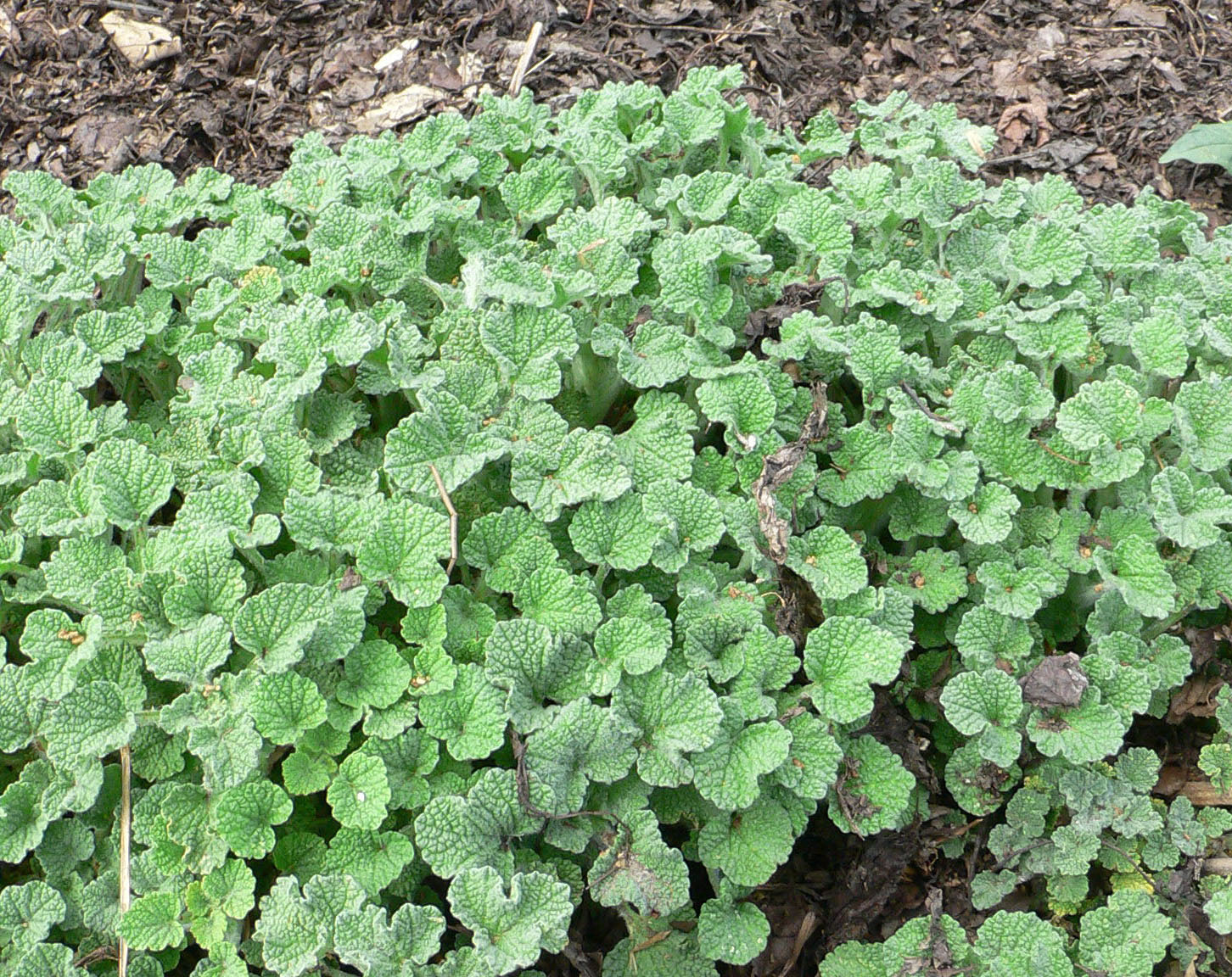
Le foglie

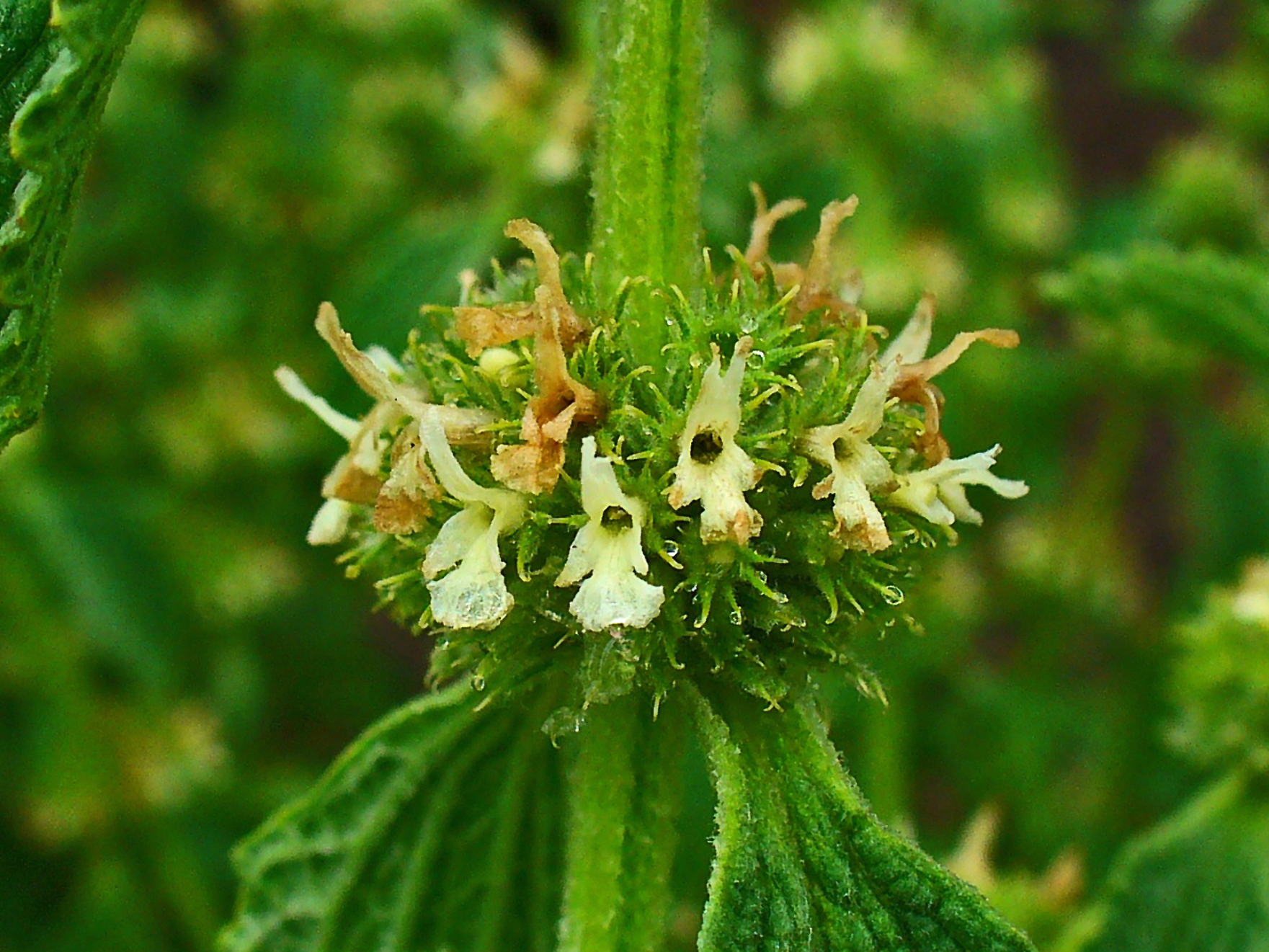
Infiorescenza

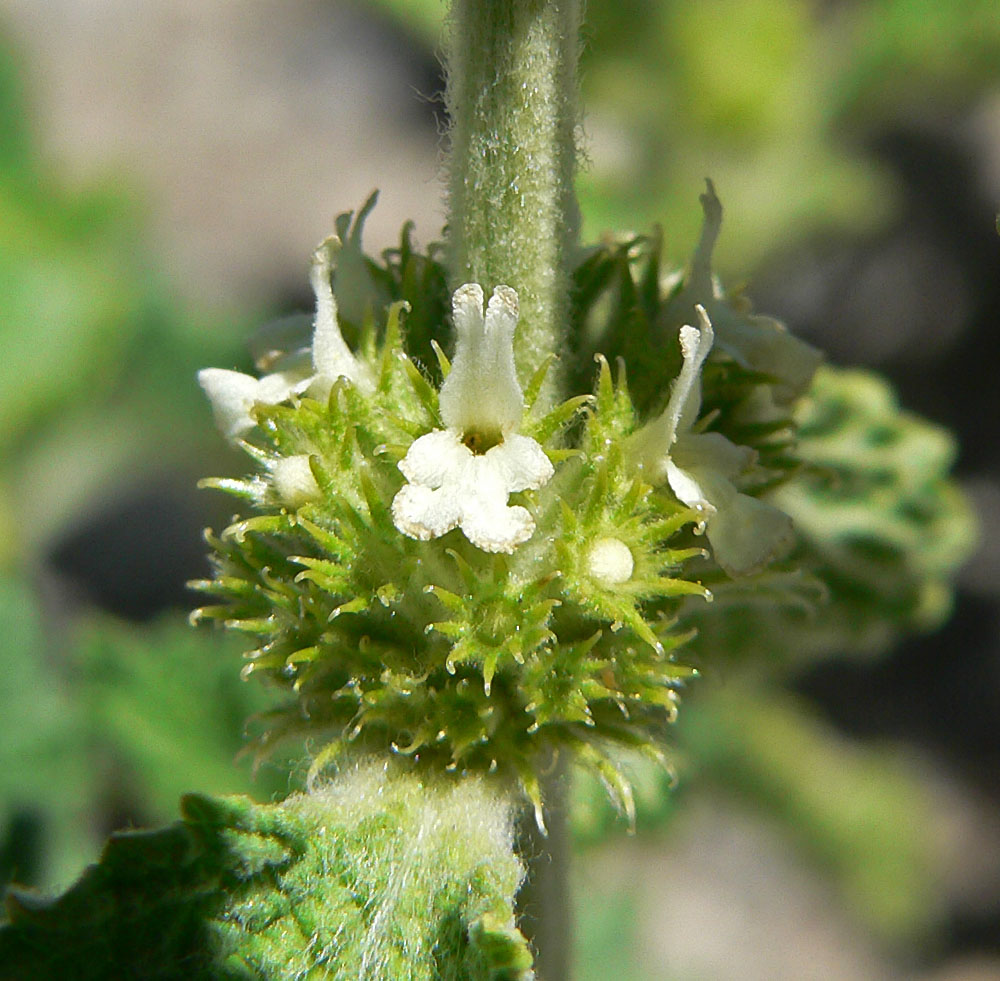
Il fiore

Queste piante arrivano ad una altezza di 2 - 6 dm. La forma biologica è emicriptofita scaposa (H scap), ossia in generale sono piante erbacee, a ciclo biologico perenne, con gemme svernanti al livello del suolo e protette dalla lettiera o dalla neve e sono dotate di un asse fiorale eretto e spesso privo di foglie. L'indumento di queste piante si presenta con un colore grigiastro o bianco-lanoso per peli semplici o ramificati. In queste piante sono inoltre presenti ghiandole contenenti oli eterei che emanano caratteristici aromi e profumi.

### Radici
Le radici sono a fittone e di colore giallo.

### Fusto
La parte aerea del fusto è eretta, semplice e con rami eretti. Il fusto ha una sezione quadrangolare a causa della presenza di fasci di collenchima posti nei quattro vertici, mentre le quattro facce sono concave.

### Foglie
Le foglie lungo il fusto sono disposte in modo opposto e sono lungamente picciolate. Il picciolo verso la foglia si allarga progressivamente in una lamina a forma ovale, arrotondata o reniforme. I bordi sono irregolarmente crenati. La pagina fogliare è percorsa da alcuni nervi sprofondati (emergono nella parte abassiale della foglia) e si presenta rugosa. Il colore delle foglie è verde-cinerino (più chiaro sotto e più scuro penino sopra) e sono pubescenti o villose su entrambe le facce. Lunghezza del picciolo: 1 – 2 cm. Dimensione delle foglie maggiori: larghezza 2 – 3 cm; lunghezza 2 cm.

### Infiorescenza
L'infiorescenza è portata in vari verticilli tirsoidi ascellari sovrapposti lungo il fusto (fino a 10 verticilli) e alquanto distanziati (spiga cimosa interrotta). Ogni verticillo è composto da più fiori (20 - 30) sessili disposti circolarmente (formano dei glomeruli subsferici) e poggianti su due grandi foglie normali (superanti di gran lunga l'infiorescenza) lievemente staccate dall'infiorescenza vera e propria e più o meno picciolate. Le brattee del verticillo seguente sono disposte in modo alternato. Sono presenti anche delle bratteole lineari (lesiniformi) lunghe 2 – 3 mm poste perlopiù alla base del calice.

### Fiore
I fiori sono ermafroditi, zigomorfi (il calice è attinomorfo), tetraciclici (con i quattro verticilli fondamentali delle Angiosperme: calice– corolla – androceo – gineceo) e pentameri (calice e corolla sono formati da cinque elementi). Sono inoltre omogami (autofecondanti).
- Formula fiorale. Per questa specie la formula fiorale della famiglia è la seguente:

X, K (5), [C (2+3), A 2+2], G (2), supero, drupa, 4 nucole
- Calice: i cinque sepali del calice sono concresciuti (calice gamosepalo) in una forma tubulare-campanulata e a struttura piuttosto rigida. Il calice termina con 10 lunghi denti triangolari subspinosi quasi uncinati, divergenti o patenti) e più o meno uguali (simmetria più o meno attinomorfa). La superficie del calice è percorsa da alcune nervature (5 - 10) longitudinali. Il calice è inoltre persistente. Lunghezza del tubo: 3 – 5 mm. Lunghezza dei denti: 2 mm.
- Corolla: i cinque petali sono quasi completamente fusi (corolla gamopetala) in un'unica corolla pubescente formata da un tubo obliquo terminante da due evidenti labbra molto sviluppate derivate da 5 lobi (la struttura è 2/3). Il labbro superiore è piatto, bilobo o bifido e ben sviluppato, in questo modo protegge gli organi di riproduzione dalle intemperie e dal sole. Il labello (il labbro inferiore) è anch'esso ben sviluppato e piegato verso il basso per fare da base di “atterraggio” agli insetti pronubi; è inoltre trilobo. Tutta la corolla supera di poco i denti del calice. Le fauci internamente sono circondate da un anello di peli (caratteristica comune a molte "labiate" che ha lo scopo di impedire l'accesso ad insetti più piccoli e non adatti all'impollinazione). Il colore della corolla è bianco-latteo. Lunghezza della corolla: 6 – 8 mm. Lunghezza del tubo: 4 - 4,5 mm.
- Androceo: l'androceo possiede quattro stami didinami generalmente corti (quelli anteriori sono più lunghi) tutti fertili e inclusi nella corolla e posizionati sotto il labbro superiore. I filamenti sono adnati alla corolla (verso la metà lunghezza del tubo corollino) e provvisti di ciuffi di peli attorno alla loro inserzione. Le antere sono ravvicinate a coppie e sono biloculari. Le teche sono più o meno distinte e confluenti o subconfluenti; la deiscenza è logitudinale. I granuli pollinici sono del tipo tricolpato o esacolpato. Il nettario a forma di disco è ricco di sostanze zuccherine.
- Gineceo: l'ovario, profondamente quadri-lobato, è supero formato da due carpelli saldati (ovario bicarpellare) ed è 4-loculare per la presenza di falsi setti. La placentazione è assile. Gli ovuli sono 4 (uno per ogni presunto loculo), hanno un tegumento e sono tenuinucellati (con la nocella, stadio primordiale dell'ovulo, ridotta a poche cellule).[13] Lo stilo inserito alla base dell'ovario (stilo ginobasico) è del tipo filiforme ed è incluso nella corolla. Lo stigma è bifido con lobi uguali o subuguali.
- Fioritura: da maggio ad agosto (settembre).

### Frutti
Il frutto è una nucula acheniforme (schizocarpo); più precisamente è una drupa (ossia una noce) con quattro semi (uno per ovulo derivato dai due carpelli divisi a metà). Questo frutto nel caso delle Lamiaceae viene chiamato “clausa”. Le quattro parti in cui si divide il frutto principale, sono ancora dei frutti (parziali) ma monospermici (un solo seme) e privi di endosperma. La forma è trigona, cuneato-obovata, troncata all'apice con superficie liscia e glabra. I frutti si trovano all'interno del calice persistente.

## Riproduzione
- Impollinazione: l'impollinazione avviene tramite insetti (impollinazione entomogama): ditteri, imenotteri e più raramente lepidotteri.[14][15]
- Riproduzione: la fecondazione avviene fondamentalmente tramite l'impollinazione dei fiori (vedi sopra).
- Dispersione: i semi cadendo a terra (dopo essere stati trasportati per alcuni metri dal vento – disseminazione anemocora) sono successivamente dispersi soprattutto da insetti tipo formiche (disseminazione mirmecoria).[16] Per questo scopo i semi hanno una appendice oleosa (elaisomi, sostanze ricche di grassi, proteine e zuccheri) che attrae le formiche durante i loro spostamenti alla ricerca di cibo.[17]

## Distribuzione e habitat

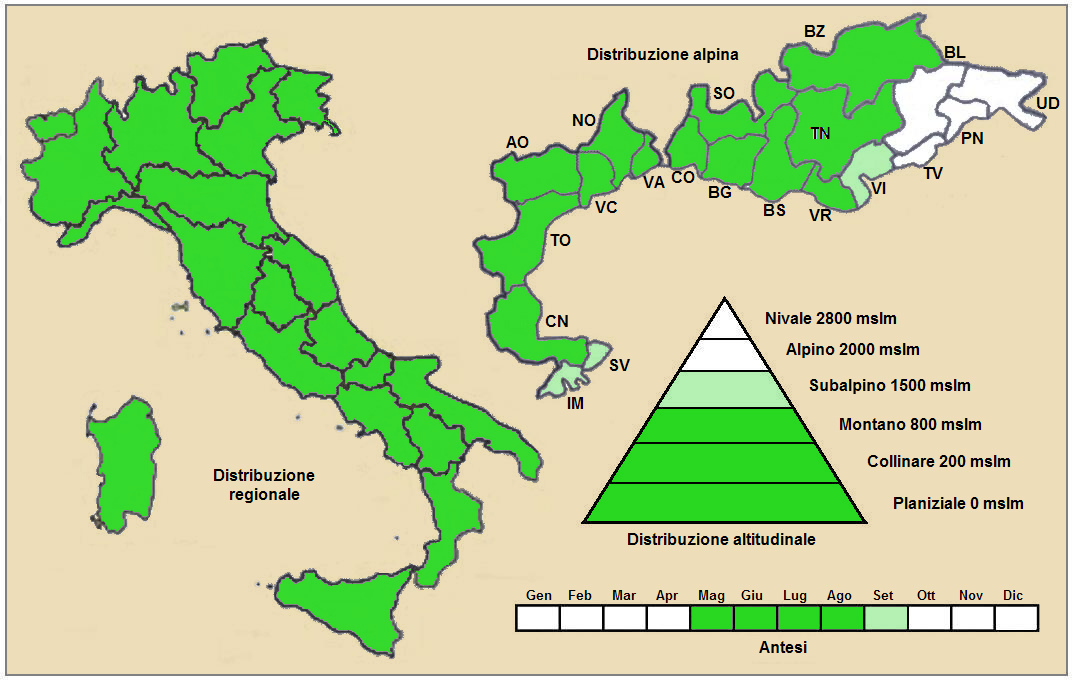
Distribuzione della pianta
(Distribuzione regionale – Distribuzione alpina)

- Geoelemento: questa pianta è originaria dei paesi europei affacciati sul Mediterraneo; il tipo corologico (area di origine) è Euri-Mediterraneo / Sud Siberiano divenuto Subcosmopolito.
- Distribuzione: in Italia questa specie è comune ovunque (manca nella Pianura Padana). Sull'arco alpino è presente ad occidente e al centro. Fuori dall'Italia, sempre nelle Alpi, questa specie si trova in Francia (tutti i dipartimenti alpini), in Svizzera (cantoni Vallese e Grigioni), in Austria (Länder del Tirolo Settentrionale e Stiria) e in Slovenia. Sugli altri rilievi europei collegati alle Alpi si trova nel Massiccio del Giura, Massiccio Centrale, Pirenei, Monti Balcani e Carpazi; mentre nel resto dell'Europa è ovunque presente escluse le zone più a nord.[19] Si trova anche in Anatolia, Transcaucasia, Asia mediterranea e Asia minore, Africa (Magreb) e America del Nord.[20][21]
- Habitat: l'habitat tipico per questa specie sono gli incolti, i ruderi, i pascoli aridi (è una pianta nitrofila). Il substrato preferito è calcareo con pH basico, alti valori nutrizionali del terreno che deve essere secco.[19]
- Distribuzione altitudinale: sui rilievi queste piante si possono trovare fino a 1200 m s.l.m.; frequentano quindi i seguenti piani vegetazionali: collinare, montano e in parte quello subalpino (oltre a quello planiziale – a livello del mare).

### Fitosociologia
Dal punto di vista fitosociologico Marrubium vulgare appartiene alla seguente comunità vegetale:
Formazione: delle comunità perenni nitrofile
Classe: Artemisietea vulgaris
Ordine: Onopordetalia acanthii
Alleanza: Onopordion acanthii

## Tassonomia
La famiglia di appartenenza della specie (Lamiaceae), molto numerosa con circa 250 generi e quasi 7000 specie, ha il principale centro di differenziazione nel bacino del Mediterraneo e sono piante per lo più xerofile (in Brasile sono presenti anche specie arboree). Per la presenza di sostanze aromatiche, molte specie di questa famiglia sono usate in cucina come condimento, in profumeria, liquoreria e farmacia. Il genere Marrubium si compone di circa 50 specie gravitanti nella maggioranza dei casi attorno al bacino del Mediterraneo, quattro delle quali vivono spontaneamente in Italia. Nelle classificazioni meno recenti la famiglia Lamiaceae viene chiamata Labiatae.

### Filogenesi
In base ai botanici del gruppo Angiosperm Phylogeny Group il genere di questa specie è circoscritto nella tribù Marrubieae Engl. che a sua volta è inclusa nella sottofamiglia Lamioideae.Harley.
Il numero cromosomico di M. vulgare è: 2n = 34.

### Variabilità
La variabilità in questa pianta si manifesta soprattutto nella pelosità che può essere più o meno densa. In alcuni casi la pubescenza è caduca per cui alla fine della stagione queste piante possono presentarsi glabrescenti. Alcune popolazioni nell'Italia meridionale sono provviste di una pelosità molto fitta e biancastra (bianco-lanosa specialmente sulla parte abassiale delle foglie); in passato queste specie venivano descritte con il nome di Marrubium apulum Ten., 1811 che attualmente è considerato sinonimo di M. vulgare.

### Sinonimi
Questa entità ha avuto nel tempo diverse nomenclature. L'elenco seguente indica alcuni tra i sinonimi più frequenti:
- Marrubium album Garsault
- Marrubium apulum  Ten.
- Marrubium ballotoides  Boiss. & Balansa
- Marrubium germanicum  Schrank ex Steud.
- Marrubium hamatum  Kunth
- Marrubium uncinatum  Stokes
- Marrubium vaillantii  Coss. & Germ
- Marrubium vulgare subsp. apulum  (Ten.) H.Lindb.
- Marrubium vulgare var. apulum  (Ten.) K.Koch
- Marrubium vulgare var. caucasicum  K.Koch
- Marrubium vulgare var. gossypinum  Nábelek
- Marrubium vulgare var. lanatum  Benth.
- Marrubium vulgare var. microphyllum  Baguet
- Marrubium vulgare var. oligodon  Rech.f.
- Prasium marrubium  E.H.L.Krause

### Specie simili
Una specie simile a quella di questa voce è Marrubium anisodon K.Koch (non presente in Italia, ma in Grecia, Anatolia e Transcaucasia); queste due specie normalmente hanno una distribuzione più o meno disgiunta: europea-mediterranea per Marrubium vulgare e steppico-asiatica per Marrubium anisodon con alcuni areali comuni a cavallo tra i due continenti. Marrubium anisodon è più alto (fino a 120 cm), le foglie sono più grandi (15 - 45 x 15 – 40 mm) e la corolla è più lunga fino a 10 mm. I caratteri di base sono sufficienti a separare nella maggioranza dei casi le due specie, ma alcuni esemplari sono intermedi e in Pakistan sono stati riscontrati fenomeni di "speciazione simpatrica" tra le due specie (speciazione senza isolamento geografico).

## Usi
Questa pianta contiene una sostanza chiamata "marrubina", olii eterei, glucosidi, colina e tannino.

### Farmacia
Secondo la medicina popolare questa pianta ha le seguenti proprietà medicamentose:
- emmenagoga (regola il flusso mestruale);
- espettorante (favorisce l'espulsione delle secrezioni bronchiali);
- sudorifere (agevola la traspirazione e favorisce la sudorazione);
- tonica (rafforza l'organismo in generale);
- stimolante (rinvigorisce e attiva il sistema nervoso e vascolare).

### Cucina
Le foglie sono usate come condimento. Il gusto è amaro e piccante e a volte sono usate per aromatizzare la birra. Mentre un olio essenziale ricavato dalla pianta viene usato nei liquori alle erbe.

### Giardinaggio
Questa specie ha un certo interesse nel giardinaggio per il suo valore ornamentale.